# Синклер (Вајоминг)
Синклер (енгл. Sinclair) град је у америчкој савезној држави Вајоминг.

## Демографија
По попису из 2010. године број становника је 433, што је 10 (2,4%) становника више него 2000. године.
| Група             | 2000.       | 2010.       |
| Белци             | 400 (94,6%) | 398 (91,9%) |
| Афроамериканци    | 2 (0,5%)    | 0 (0,0%)    |
| Азијати           | 0 (0,0%)    | 2 (0,5%)    |
| Хиспаноамериканци | 11 (2,6%)   | 28 (6,5%)   |
| Укупно            | 423         | 433         |